# Howard Hampton
Howard Hampton (né le 17 mai 1952) est un homme politique canadien ; il fut chef du Nouveau Parti démocratique de l'Ontario (NPD) de 1996 à 2009, et député à l'Assemblée législative de l'Ontario pour la circonscription de Kenora—Rainy River jusqu'en 2011.